# Солери, Паоло
Паоло Солери (21 июня 1919 — 9 апреля 2013) — итальянский архитектор, является основателем образовательного фонда Cosanti и проекта экспериментального города Аркозанти. Солери был преподавателем архитектуры в Университете штата Аризона и лауреатом Национальной премии в области дизайна в 2006 году. Автор концепции «аркология», которая является синтезом архитектуры и экологии как дисциплины, совмещающей архитектуру биоклиматических зданий и окружающую среду. 9 апреля 2013 года в возрасте 93 лет Солери умер естественной смертью в своем доме.

## Ранние годы
Солери родился в итальянском городе Турине. В 1946 году он получил степень магистра в области архитектуры в Туринском политехническом университете. В декабре 1946 года он отправился в Соединенные Штаты Америки, где в течение полутора лет жил у Фрэнка Ллойда Райта в его зимней резиденции «Taliesin West» в Аризоне. В течение этого времени он получил международное призвание за проект моста, который был представлен в Нью-Йоркском музее современного искусства.
В 1950 году он вместе со своей женой Колли (Королин Вудс) вернулся в Италию, где ему было поручено построить большую керамическую фабрику Ceramica Artistica Solimene в Виетри-суль-Маре на побережье Амальфи.
Солери адаптировал процессы производства керамики, которые он научился использовать в своих отмеченных наградами проектах и в производстве керамических и бронзовых колокольчиков и литых архитектурных сооружений. Более 40 лет доходы от продажи колоколов ветра были источником средств для строительства, предназначенного для проверки теоретической работы Солери. Керамические и бронзовые колокола продолжают производиться и продаваться в магазинах Аркозанти и Cosanti в Аризоне.
В 1956 году Солери с супругой и старшей из двух дочерей поселился в Скотсдейле, штат Аризона, младшая родилась уже в США. В 1970 году с помощью студентов-архитекторов и дизайнеров он приступил к строительству Аркозанти. Строительством экспериментального города он хотел проверить свои гипотезы городского дизайна. Эта «городская лаборатория», как назвала Аркозанти архитектурный критик издания New York Times того времени Ада Луиза Хакстебл, получила мировую известность.
Исследования и эксперименты в области городского планирования стали смыслом жизни для Паоло и Колли Солери. Совместно они основали образовательный некоммерческий фонд Cosanti Foundation. Сильное влияние на философию и работы Солери в целом оказал иезуитский палеонтолог и философ Пьер Тейяр де Шарден.
9 апреля 2013 года Солери умер, он был похоронен на частном кладбище в Аркозанти рядом с супругой.

## Аркозанти
Основным проектом фонда Cosanti стал экспериментальный город Аркозанти. По первоначальному замыслу он был рассчитан на 5000 жителей, его строительство началось в 1970 году. Город расположен недалеко от развязки Кордес, примерно в 70 милях (110 км) к северу от Финикса, его видно с межштатной автомагистрали I-17 в центральной Аризоне. Целью проекта было создание модели города, который сможет воплотить в себе философию «аркологии» — архитектуры, тесно связанной с экологией. Солери представлял себе город, как проект, предназначенный для максимального взаимодействие людей с готовым доступом к общим, экономически выгодным инфраструктурным благам. Это город, где жители должны осознанно относиться к потреблению воды, уменьшать количество сточных вод, минимизировать использование энергии и сырья, уменьшить загрязнение окружающей среды и увеличить взаимодействие с природой. В 2010 году началось строительство тепличного фартука вокруг Аркозанти, но эта инициатива была приостановлена вскоре после смерти Солери в 2013 году.
Аркозанти задуман как прототип пустыни. С 1970 года более 7000 человек приняли участие в строительстве города. Международная группа участников называется «Сеть выпускников Аркозанти».

## Другие достижения
Международный архитектурный симпозиум «Mensch und Raum» (Человек и космос), проходивший в Венском технологическом университете в 1984 году привлек международное внимание к проектам Солери. В нём Паоло Солери принимал участие наряду с Юстусом Дахинденом, Деннисом Шарпом, Бруно Дзеви, Хорхе Глусбергом, Отто Капфингером, Фрайем Отто, Пьером Ваго, Эрнстом Жизелем и Ионелем Шейном.
Солери был выдающимся лектором в Колледже архитектуры в Университете штата Аризона и членом Ассоциации Линдисфарна (Lindisfarne Association).
В 1966 году Паоло Солери начал работу над проектом амфитеатра в Санта-Фе, штат Нью-Мексико. Он был построен для IAIA (институт искусств американских индейцев) на его месте сейчас располагается кампус индийской школы Санта-Фе. Сооружение принадлежит девятнадцати коренным индейским пуэбло в штате Нью-Мексико и поэтому не охраняется местными законами или законами штата о сохранении природы.
В 1970 году галерея искусства Коркоран в Вашингтоне, округ Колумбия, организовала выставку «Город в образе человека — архитектурное видение Паоло Солери». Выставка имела большой успех и много путешествовала по США и Канаде, побив рекорды посещаемости. В 1976 году в Xerox Square Center в Рочестере, штат Нью-Йорк была открыта выставка «Аркология двух Солнц. Концепция городов будущего». В 1989 году в нью-йоркской Академии наук была представлена выставка аркологических, космических сред обитания и мостов «Паоло Солери местообитания: экологические мелочи» («Paolo Soleri Habitats: Ecologic Minutiae»). Его работы выставлялись по всему по всему миру.
В 1976 году Паоло Солери был одним из ключевых участников «UN Habitat I», первого форума ООН по населенным пунктам, который проводился в Ванкувере, Британской Колумбии, Канаде, Северной Америке. Солери выступал там вместе с Бакминстером Фуллером.
Архив Паоло Солери, коллекция его набросков и сочинений, находится в Аркозанти. Управление архивными документами осуществляет Сью Кирш под руководством Томиаки Тамура, попечителя совета директоров Cosanti и директора по специальным проектам Аркозанти. Сам Томьяки Тамура является жителем Аркозанти.
Интервью с Солери было показано в экологическом документальном фильме «11-й час» в 2007 году.
10 декабря 2010 года завершилось строительство моста и площади Солери. Проект был заказан организацией Scottsdale Public Art. Пешеходный мост по проекту Паоло Солери длинною в 130 футов (40 метров) расположен на южном берегу Аризонского канала и соединяет развитую торговую зону набережной Скоттсдейл со Старым городом Скоттсдейл. Мост расположился на площади в 22 000 кв. футов (2 000 м2), на которой расположены художественные работы из литого ила, а также большой колокол под названием «Колокол золотой воды», также разработанный Паоло Солери.
Полнометражный документальный фильм «Видение Паоло Солери: Пророк в пустыне» 2013 года содержит интервью с Морли Сафером, Полом Голдбергером, Кэтрин Хардвик, Уиллом Брудером, Жаном-Мишелем Кусто, Стивеном Холлом и Эриком Ллойдом Райтом.

## Награды
В 1964 году Солери получил стипендии от Фонда Грэма и Фонда Гуггенхайма (Архитектура, Планирование и Дизайн). Также он был награждён тремя почетными докторскими степенями и несколькими наградами от международных дизайнерских групп:
1963 — Золотая медаль Американского института архитекторов за мастерство
1981 год — Золотая медаль на Всемирной биеннале архитектуры, проводимая Международной академией архитектуры в Софии, Болгария
1984 — Серебряная медаль Академии архитектуры в Париже
1996 г. — почетный член Королевского института британских архитекторов
2000 — Золотой лев на Венецианской биеннале архитектуры за свои пожизненные достижения
2006 — Национальная премия в области дизайна Смитсоновского музея дизайна Купер Хьюитт за достижения в жизни

## Обвинение в сексуальном насилии
В октябре 2010 года Даниэла — дочь Солери — ушла из правления Фонда Cosanti , сославшись на жестокое обращение со стороны своего отца. После отставки Солери ушел с поста председателя, но совет директоров не сделал публичного заявления о причине его ухода.
После того, как в Музее современного искусства Скоттсдейла в октябре 2017 года прошла крупная ретроспективная выставка о Паоло Солери, Даниэла опубликовала статью на веб-сайте Medium от 13 ноября 2017 года, обвинив своего отца в постоянном сексуальном насилии, она написала:
«В раннем подростковом возрасте, когда мне было 17, мой отец, архитектор и ремесленник, начал сексуально приставать ко мне, пытаясь изнасиловать».
Движение #MeToo сподвигло её к публикации статьи, Даниэла написала, что она обращалась ко многим коллегам своего отца, но не получила поддержки:

В конце концов я рассказал некоторым из ближайшего окружения отца о своих переживаниях, впервые это было около 24 лет назад, другие узнали о них 6 лет назад, когда я подала заявление об уходе из правления Фонда Cosanti с объяснением причин. В ответ на мое письмо один из давних коллег моего отца и член правления написал: «Я разочарован во всех». Странная реакция человека, которого я знал с семи лет. А два года спустя он председательствовал на мемориальном семинаре, восхваляющем отца и его работы. Его послание, похоже, заключалось в том, что да, он разочарован тем, что эти вещи произошли, но он также разочарован тем, что я их раскрыла, а не предпочла замолчать"— Даниела СолериSoleri, Daniela.
В этой статье Даниэла восхищалась работами и идеями Солери. Но она также предостерегала читателей от восхваления художников, которые проявляли оскорбительные наклонности. Она призвала не принимать оскорбительное поведение как необходимую и оправданную цену за вклад в творчество. О своем отце Даниэла писала: «Солери нет в живых уже почти пять лет. Количество агиографических фильмов, эссе и перформансов сходит на нет, что освобождает место для более полезной перспективы, которая включает в себя не только рассмотрение его работы, но и честное признание того, что он был ущербен».
Как отметили в архитектурном интернет издании «Dezeen», в статье Даниэлы говорилось, что она обратилась в The New York Times и к другим издателям новостей, чтобы обсудить жестокое обращение со стороны её отца, но ей отказали. Совет фонда Cosanti опубликовал официальное заявление в ответ на заявление Даниэлы Солери:

Мы опечалены психологической травмой, которую получила Даниэла Солери. Её решение рассказать о поведении отца по отношению к ней заставляет нам противостоять недостаткам Паоло Солери и заставляет пересмотреть его наследие. Обладая творческим интеллектом, Паоло Солери понимал необходимость дисциплины и ограничений городской формы. Однако его нарциссизм не позволил ему понять необходимость дисциплины и ограничения на аморальное поведение. Мы поддерживаем Даниэлу. Мы знаем, что Аркозанти и фонд Cosanti гораздо больше, чем идеи одного человека. За последние пятьдесят лет более 8000 участников со всего мира внесли свой вклад в эти проекты через наши семинары и программы. Наша работа в области градостроительства будет продолжена. Она считалась радикальной ещё пятьдесят лет назад и доказала свою актуальность сегодня. Наша цель-создание среды, вдохновленной архитектурой Солери, которая способствует развитию сообщества, интегрирует природный мир и воспитывает лучшее в человеческой природе— Президент совета директоров Cosanti Foundation Джефф Штейн.
Главный редактор проекта Curbed Келси Кит написал: «История Даниэлы Солери захватывает дух не только своим личными переживаниями, но и ясным изложением причин, по которым присвоение всей интеллектуальной власти одинокому гению так вредно». Кит отметил, что архитектура как индустрия ещё не пережила своего «Вайнштейновского момента», ссылаясь на обвинения Харви Вайнштейна в сексуальном насилии и вытекающего из этого «эффекта Вайнштейна», связанного с сообщением о сексуальных проступках, совершенных влиятельными людьми в средствах массовой информации и других отраслях.
В статье, опубликованной на Curbed в 2018 году, Хилари Джордж-Паркин сказала: «В то время как Голливуд, мир технологий, спорта, СМИ, политики, ресторанной индустрии вскрывают громкие откровения, за которыми следуют отставки, сферы дизайна это не коснулось, за исключением рассказа Даниэлы Солери о сексуальном насилии со стороны её отца, архитектора Паоло Солери, — но этот случай остался практически нетронутым в общественной сфере».

## Примечание
1. ↑  Museum of Modern Art online collection (англ.)
2. 1 2  Paolo Soleri // Encyclopædia Britannica (англ.)
3. ↑  Paolo Soleri // Internet Speculative Fiction Database (англ.) — 1995.
4. ↑  Deutsche Nationalbibliothek Record #120151642 // Gemeinsame Normdatei (нем.) — 2012—2016.
5. ↑  Paolo Soleri, famed architect and Arcosanti creator, dead at age 93|Phoenix Business Journal
6. ↑  Caves, R. W. Encyclopedia of the City. — Routledge. — С. с.620. — ISBN ISBN 9780415252256.
7. ↑  Bernstein, Fred A. "Paolo Soleri, Architect of Counterculture, Dies at 93". The New York Times (10 апреля 2013). Дата обращения: 20 мая 2020. Архивировано 7 октября 2020 года.
8. ↑  "Solimene Ceramics Factory Video" (15 октября 2009). Дата обращения: 20 мая 2020. Архивировано 20 июня 2020 года.
9. 1 2  Karissa, Rosenfield. Remembering Paolo Soleri 1919-2013. Architecture Daily (9 апреля 2013). Дата обращения: 21 мая 2020. Архивировано 14 ноября 2020 года.
10. ↑  "Paolo Soleri to be demolished". KRQE.com (11 июня 2010). Дата обращения: 21 мая 2020. Архивировано 19 марта 2012 года.
11. ↑  Soleri Bridge and Plaza. scottsdalepublicart.org. Дата обращения: 21 мая 2020. Архивировано 13 мая 2020 года.
12. ↑  "The Vision of Paolo Soleri: Prophet in the Desert". IMDb (19 декабря 2012). Дата обращения: 21 мая 2020. Архивировано 10 августа 2020 года.
13. ↑  "All Fellows (S)" John Simon Guggenheim Memorial Foundation. web.archive.org (19 декабря 2012). Дата обращения: 21 мая 2020. Архивировано 19 августа 2012 года.
14. 1 2  Rose, Steve. "'His inner circle knew about the abuse': Daniela Soleri on her architect father Paolo. "'His inner circle knew about the abuse': Daniela Soleri on her architect father Paolo (29 февраля 2020). Дата обращения: 21 мая 2020. Архивировано 2 мая 2020 года.
15. 1 2 3 4  Soleri, Daniela. Sexual abuse: It’s you, him, and his work. Medium (14 ноября 2017). Дата обращения: 21 мая 2020. Архивировано 4 августа 2020 года.
16. ↑  Gibson, Eleanor. "Paolo Soleri accused of sexual abuse by daughter". Dezeen (18 декабря 2017). Дата обращения: 23 мая 2020. Архивировано 5 августа 2020 года.
17. 1 2  Keith, Kelsey. "Architect Paolo Soleri's daughter Daniela recounts childhood abuse in open letter" (англ.). Curbed (15 декабря 2017). Дата обращения: 23 мая 2020. Архивировано 15 декабря 2017 года.
18. ↑  Hilary, George-Parkin. "How top architecture firms measure up in the #MeToo era". Curbed (28 февраля 2018). Дата обращения: 25 мая 2020. Архивировано 8 октября 2020 года.